# آشوت ملیک‌جانیان
آشوت ملیک‌جانیان (ارمنی: Աշոտ Մելիքջանյան؛ انگلیسی: Ashot Melikjanyan; ۲۰ آوریل ۱۹۵۲ – ۱۲ نوامبر ۲۰۰۱) بازیگر ارمنی‌تبار اهل اتحاد شوروی بود. وی بین سال‌های ۱۹۷۲ تا ۱۹۹۰ میلادی فعالیت می‌کرد.

## زندگی‌نامه
وی در ۲۰ آوریل ۱۹۵۲ در ایروان به دنیا آمد و . وی در ۱۲ نوامبر ۲۰۰۱ در سن ۴۹ سالگی در نیویورک سیتی در سانحه سقوط پرواز شماره 587 خطوط هواپیمایی آمریکن کشته‌شد.